# Santa Isabel do Pará
Santa Isabel do Pará är en kommun i Brasilien.   Den ligger i delstaten Pará, i den nordöstra delen av landet, 1 600 km norr om huvudstaden Brasília. Antalet invånare är 59 476.
I omgivningarna runt Santa Isabel do Pará växer i huvudsak städsegrön lövskog. Runt Santa Isabel do Pará är det glesbefolkat, med 15 invånare per kvadratkilometer.